# Сан-Фелипе-Теотлальсинго
Сан-Фелипе-Теотлальсинго (исп. San Felipe Teotlalcingo) — муниципалитет в Мексике, входит в штат Пуэбла. Население — 9338 человек.